# Lamberto Balduino della Cecca
Lamberto Balduino della Cecca (Bologna, ... – Brescia, 3 settembre 1349) è stato un vescovo cattolico italiano.

## Biografia
Bolognese, nel 1344 fu eletto vescovo di Brescia trasferito dalla diocesi di Limassol (Cipro).
Dopo la morte nel 1349 fu sepolto nel Duomo Vecchio, in una tomba opera di Bonino da Campione sulla quale sono incise tre varianti del suo stemma, oltre che un epitaffio funebre che così recita:

## Stemma
Di... alla banda di... accompagnata in capo da una L e in punta da una B, maiuscole.

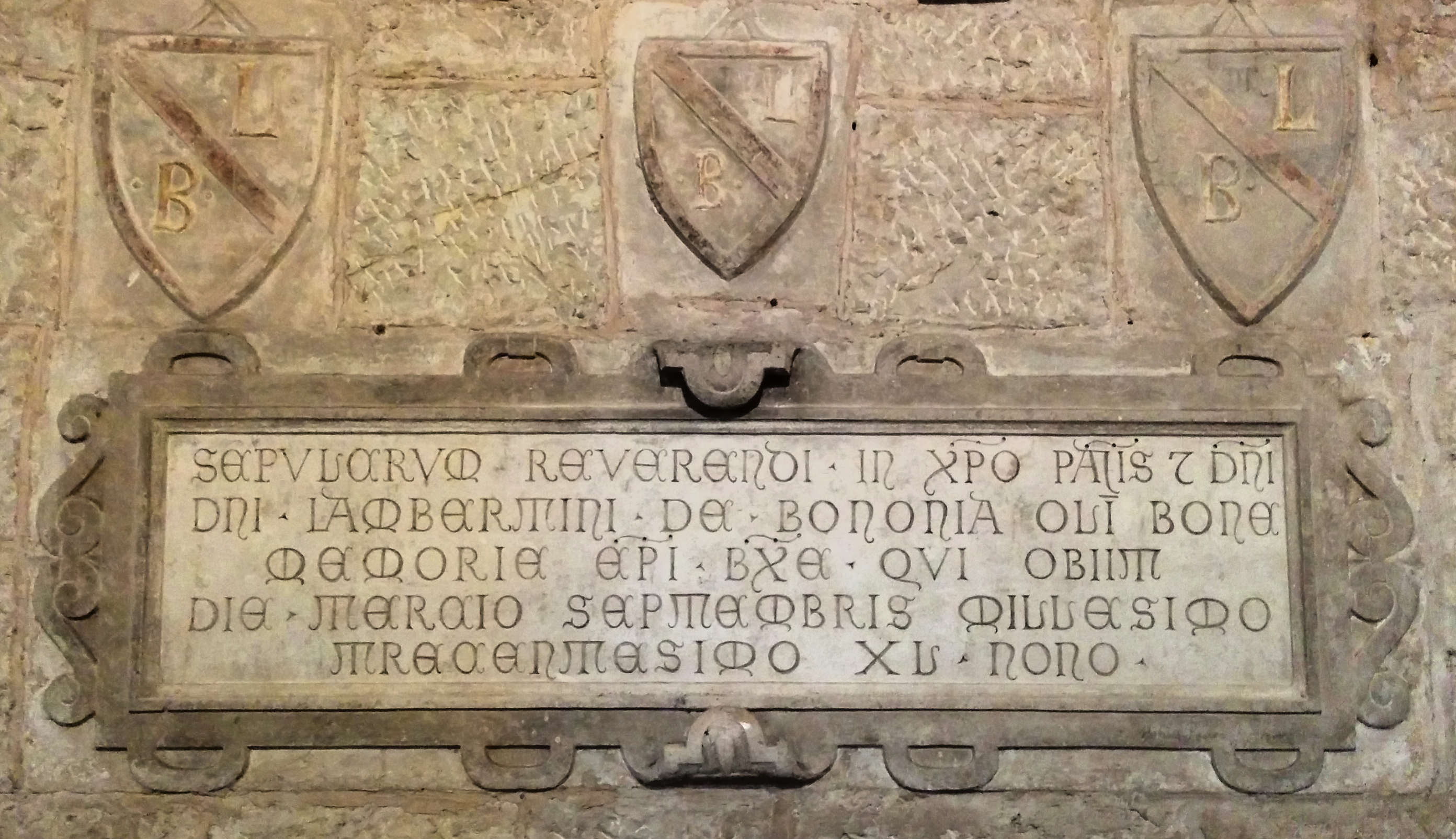
L'epitaffio posto al di sotto del monumento funebre